# 熊谷通運
熊谷通運株式会社（くまがやつううん）とは、埼玉県熊谷市に本社を置く日本の物流事業者である。

## 概要
かつて「通運」と称された、鉄道貨物輸送の取次業を出自とする。現在の社名や丸通マークもそれに由来している。資本的には役員持株制のため日本通運の直接的資本参加はないが、現会長の江森武久は元日本通運執行役員。以前は熊谷駅に隣接し、本社ビルとニットーモールに挟まれたエリアに大規模な倉庫があったが、再開発（熊谷駅東口・ティアラ21）のため、郊外に移転している。

## 営業所
- 本社

熊谷市筑波3丁目193 熊谷通運ビル
- 羽生物流センター

羽生市上新郷6626-2
- 鴻巣支店

鴻巣市寺谷686-1
- 広瀬川原支店（熊谷統括支店）

熊谷市広瀬960-5
- 熊谷コンテナ支店

熊谷市久保島1084
- 倉賀野営業所

群馬県高崎市東中里65
- 士幌構内営業所

熊谷市久保島738 士幌町農業協同組合 熊谷市消費地出荷施設内
- 熊谷工業団地支店

熊谷市御稜威ヶ原823-14
- 蓮田流通センター

蓮田市大字黒浜3421-34

## 沿革
- 1926年（大正15年）12月1日

熊谷駅・石原駅で営業する運送業7店が合併、「熊谷合同運送倉庫株式会社」を設立
- 1938年（昭和13年）

倉庫証券発行許可取得
- 1942年（昭和17年）10月1日

熊谷合同運送倉庫が6社を統合、「熊谷通運株式会社」に商号変更
- 1945年（昭和20年）

熊谷空襲で倉庫を焼失
- 1946年（昭和21年）

食糧庁指定の倉庫となる
- 1950年（昭和25年）

広瀬川原営業所（現・広瀬川原支店）を開設
- 1952年（昭和27年）

一般区域貨物自動車運送事業免許を取得
- 1968年（昭和43年）

現在の本社新社屋（熊谷通運ビル）が竣工
上尾ターミナル支店（後の(旧)上尾支店、東町2-1-20：現閉所）を開設
- 1972年（昭和47年）

鴻巣ターミナル営業所（現・鴻巣支店）を開設
- 1979年（昭和54年）

熊谷貨物ターミナル駅の開業に伴い、熊谷駅での通運事業免許を付け替え、熊谷支店を開設
熊谷駅前営業所開設（現閉鎖）
- 1980年（昭和55年）

大宮操駅通運事業の免許取得に伴い大宮操営業所を開設
- 1984年（昭和59年）

大宮操駅廃止に伴い、大宮操営業所を閉鎖
越谷貨物ターミナル駅で通運事業免許を取得
- 1985年（昭和60年）

熊谷工業団地内に工業団地営業支店開設
- 1987年（昭和62年）

新座貨物ターミナル駅で通運事業免許を取得
- 1988年（昭和63年）

警備業に参入、金融機関の現金輸送開始
- 2010年（平成22年）

東松山インターチェンジ隣接地で新倉庫を賃貸し、東松山ロジ支店を開設

## 系列会社
いずれも本社所在地は熊谷通運本社所在地と同じ

### 熊通タクシー
- 熊通タクシー株式会社（くまつうたくしい）／タクシー事業者
- 営業所
  - 本店事務所・北本営業所
    - 北本市北本1丁目110

  - 上尾営業所
    - 上尾市仲町1丁目2-3

  - 桶川営業所
    - 桶川市南1丁目2-2

  - 吹上営業所
    - 鴻巣市鎌塚1丁目124−1

### 熊通自動車興業
- 熊通自動車興業株式会社（くまつうじどうしゃこうぎょう）／自動車整備
ホリデー車検に加盟している（熊谷店）[2]。
  - 熊谷市佐谷田514